# 克雷桑萨克
克雷桑萨克（法語：Cressensac，法語發音：[kʁɛsɑ̃sak]）是法国洛特省的一个旧市镇，位于该省北部，属于古尔东区。2019年1月1日，克雷桑萨克与市镇萨拉扎克合并为新市镇克雷桑萨克-萨拉扎克，克雷桑萨克为新市镇行政中心。

## 地理
克雷桑萨克（45°1'15"N, 1°31'13"E）面积23.04 平方千米，位于法国奧克西塔尼大區洛特省，该省份为法国西南部内陆省份，北起顺时针与科雷兹省、康塔爾省、阿韦龙省、塔恩-加龙省、洛特-加龍省和多尔多涅省接壤。
与克雷桑萨克接壤的市镇（或旧市镇、城区）包括：内斯普勒、蒂雷讷、屈藏斯、日尼亚克、萨拉扎克。
克雷桑萨克的时区为UTC+01:00、UTC+02:00（夏令时）。

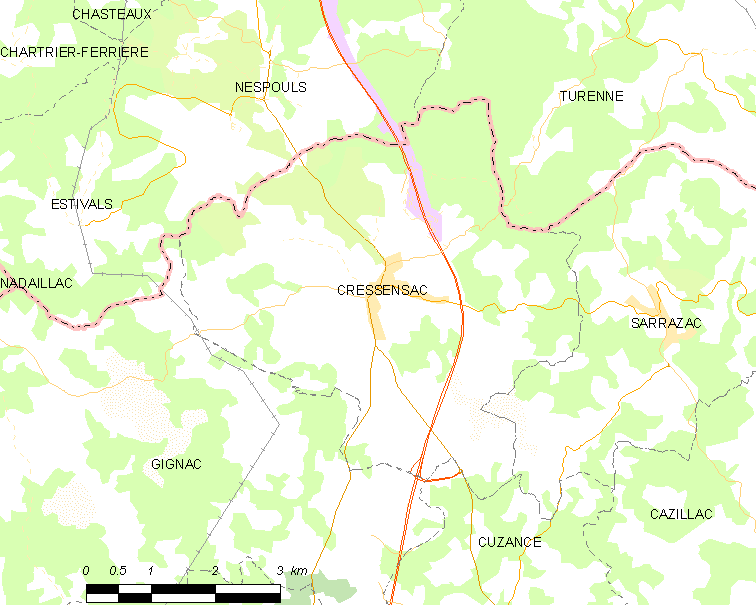
克雷桑萨克的OSM定位图

## 行政
克雷桑萨克的邮政编码为46600，INSEE市镇编码为46083。

## 政治
克雷桑萨克所属的省级选区为马尔泰勒县。

## 人口

1962-2008年间克雷桑萨克人口变化图示

克雷桑萨克于2018年1月1日时的人口数量为630人。